# Can Dorda
Can Dorda és una masia barroca de Mataró (Maresme) protegida com a bé cultural d'interès local.

## Descripció
Masia de planta baixa, pis i golfes amb dos volums annexes de planta baixa i galeria porxada i capella. La teulada és a dues vessants i paral·lela a la façana principal. El seu interior segueix l'estructura corrent a les masies, amb tres cossos coberts -el central, de voltes- i als baixos, al pis i les golfes, sostres de fusta. A la façana destaca el porta amb brancals i llinda de pedra i balcó al pis. La resta són finestres. A les golfes hi ha dos ulls de bou ovalats. Totes les obertures són amb arcs escarsers.
Completen la masia les construccions adherides a la banda dreta on hi ha la masoveria, el magatzem i les quadres.
A la banda esquerra un jardí amb un petit sortidor circular al centre, i als angles dos templets coberts amb cúpula esfèrica del segle xix.

## Història
Masia dels segles xvii i xviii propietat de la família Dorda una de les famílies antigues de la ciutat. És possible que hi neixés Francesc Dordà (1641-1716), abat de Poblet i bisbe de Solsona